# Moldau (Fluss)
Die Moldau (tschechisch Vltava Ausspracheⓘ, historisch Wulda, aus dem germanischen Wilth-ahwa, in moderner Lautung etwa Wild-Ache, Wildach, was so viel wie „wildes, reißendes Wasser“ heißt), auch als „Böhmisches Meer“ bezeichnet, ist der längste Fluss in Tschechien und der größte Nebenfluss der Elbe. Der Name ist germanischen Ursprungs und wurde nach der tschechischen Landnahme im 6. Jahrhundert nach Chr. (Völkerwanderungszeit) zu Vltava. Aus dem tschechischen Vltava wurde erst ab dem 11. Jahrhundert im Zuge des deutsch-tschechischen Sprachkontaktes während der mittelalterlichen Ostsiedlung die heutige deutsche Bezeichnung Moldau abgeleitet. Sie ist 430 Kilometer lang und entwässert ein Gebiet von 28.000 km² mit durchschnittlich 151 m³/s an der Mündung. Die Moldau ist beim Zusammenfluss mit der Elbe länger und wasserreicher als diese und stellt damit den hydrologischen Hauptfluss des Elbeflusssystems dar.
Die Moldau ist nicht mit dem Fluss gleichen (deutschen) Namens im nordöstlichen Rumänien zu verwechseln, von dem sich u. a. der Name der Republik Moldau herleitet.

## Verlauf

### Quellflüsse

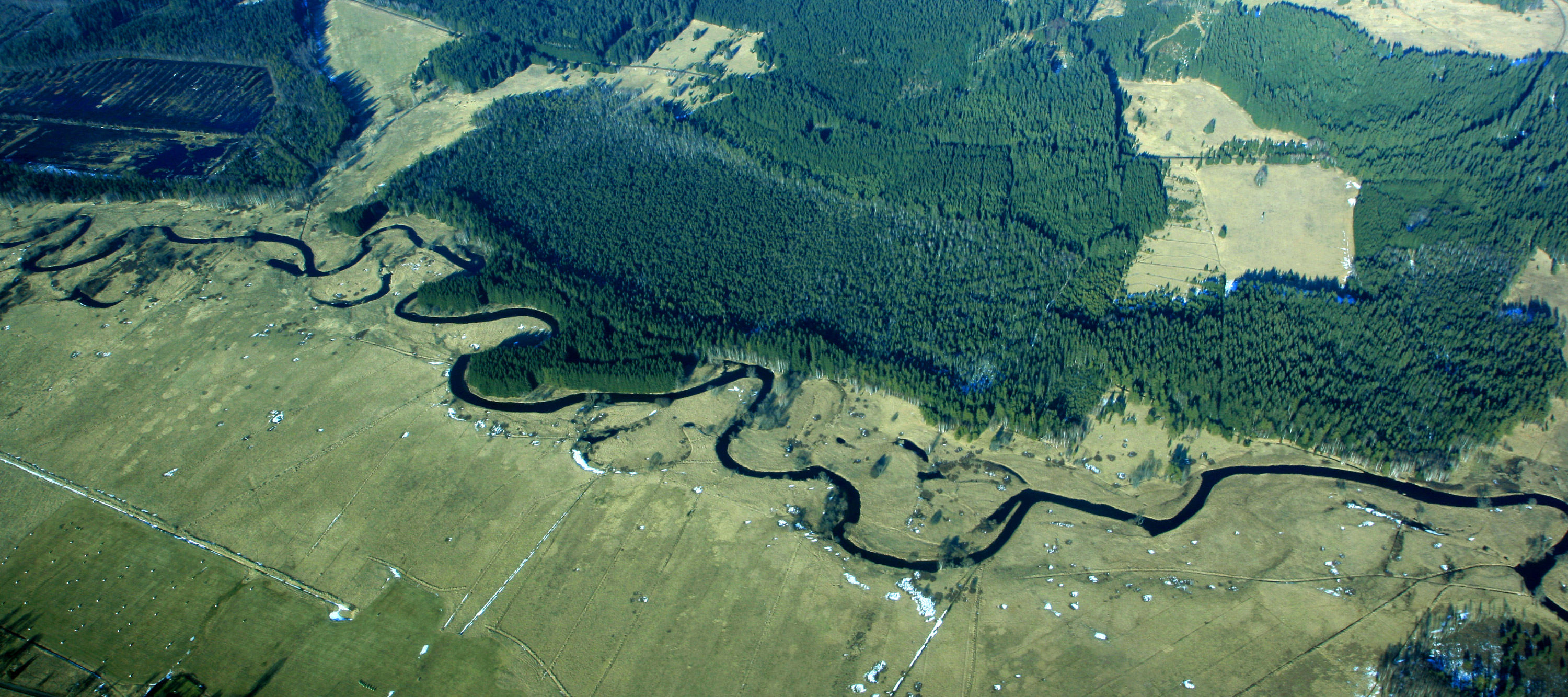
Die stark mäandrierende Warme Moldau

Die Moldau entspringt in zwei Quellflüssen: der als Hauptquellfluss geltenden Warmen Moldau in der Nähe von Kvilda (dt. Außergefild) im Böhmerwald nördlich des Lusens; und der Kalten Moldau in der Nähe von Haidmühle im Bayerischen Wald am Haidelosthang, in dem sie auch kleine Zuflüsse aus Bayern aufnimmt. Die Kleine Moldau (Vltavský potok) ist rechtsseitiger Zufluss der Moldau, wird aber nicht zu den Quellflüssen gezählt. Die Grasige Moldau (Řasnice) ist ein Zufluss der Warmen Moldau.

### Oberlauf im Böhmerwald

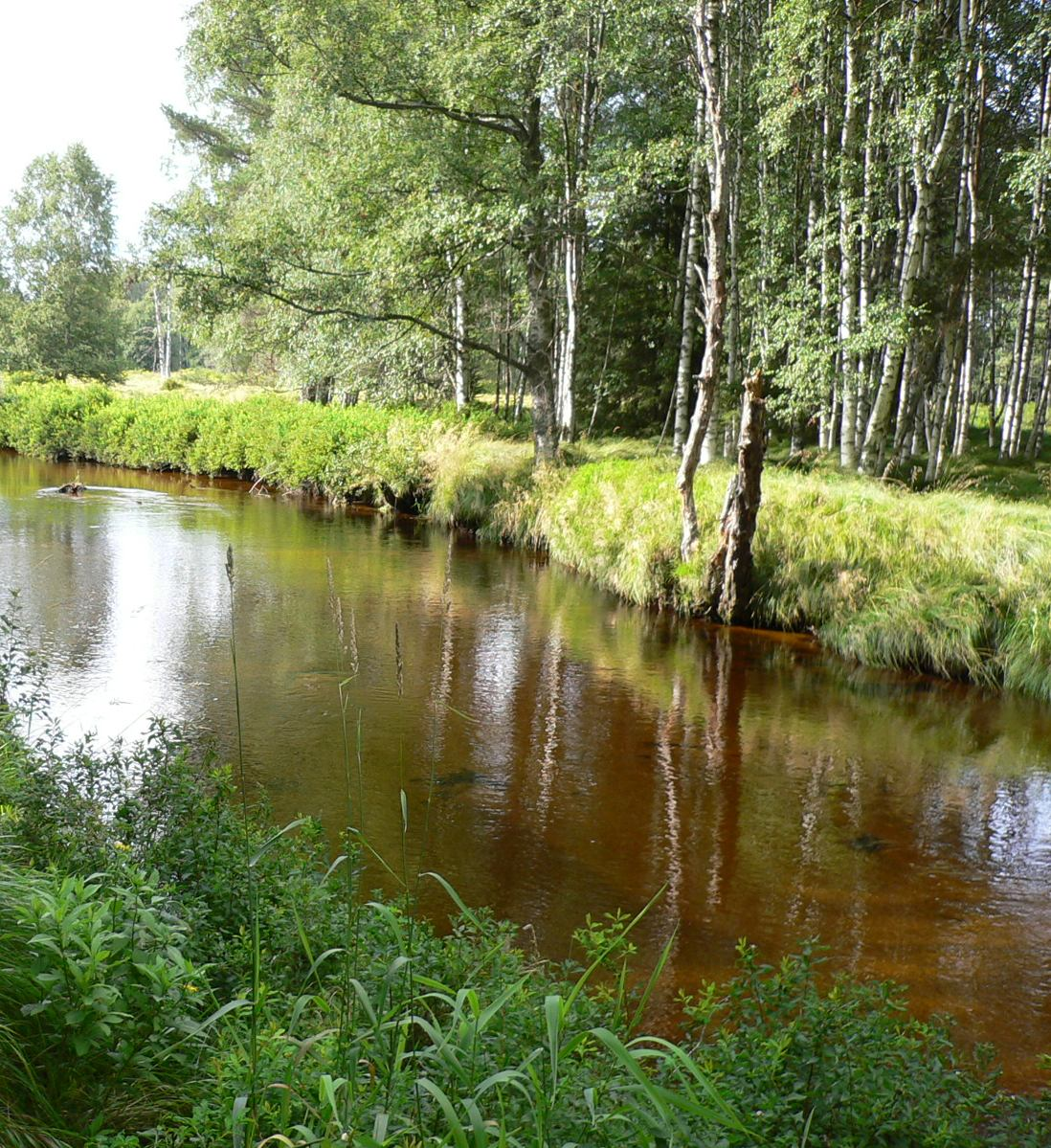
Die Moldau nach dem Zusammenfluss von Warmer und Kalter Moldau

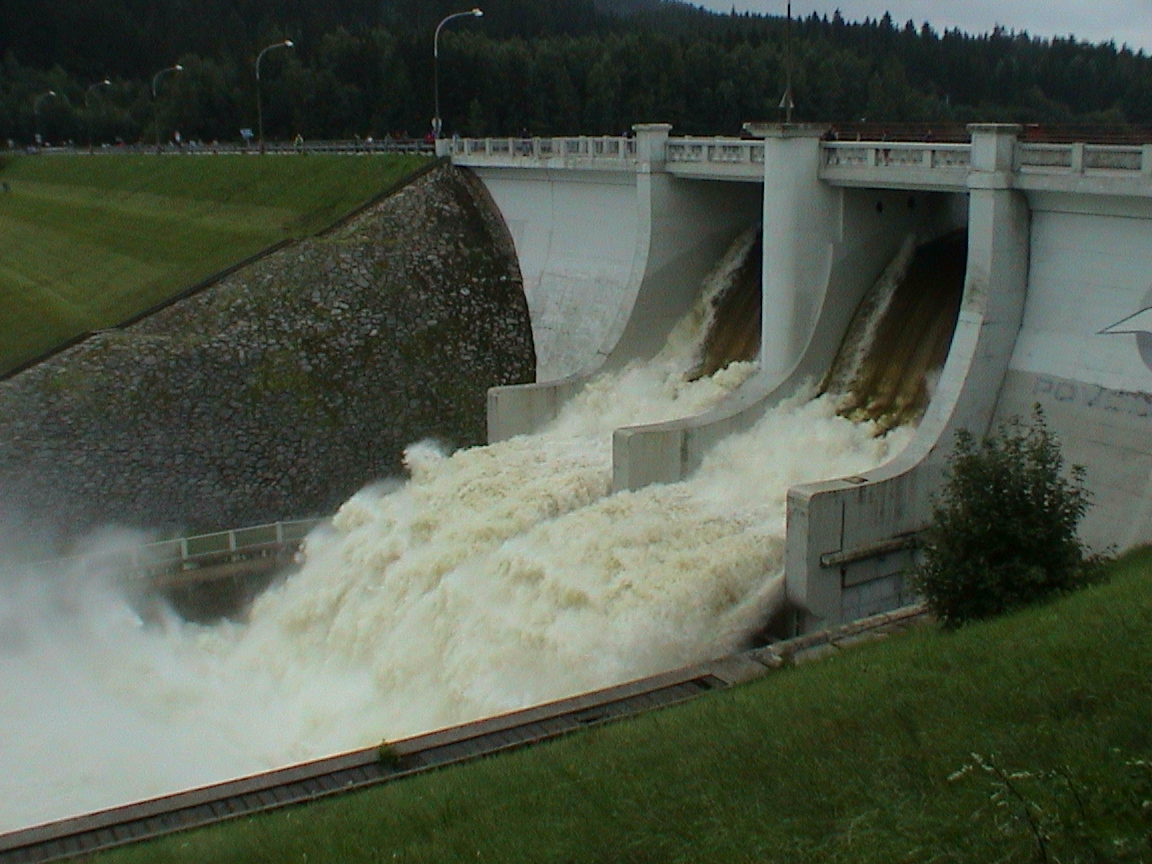
Lipno-Stausee beim Hochwasser in Mitteleuropa 2002

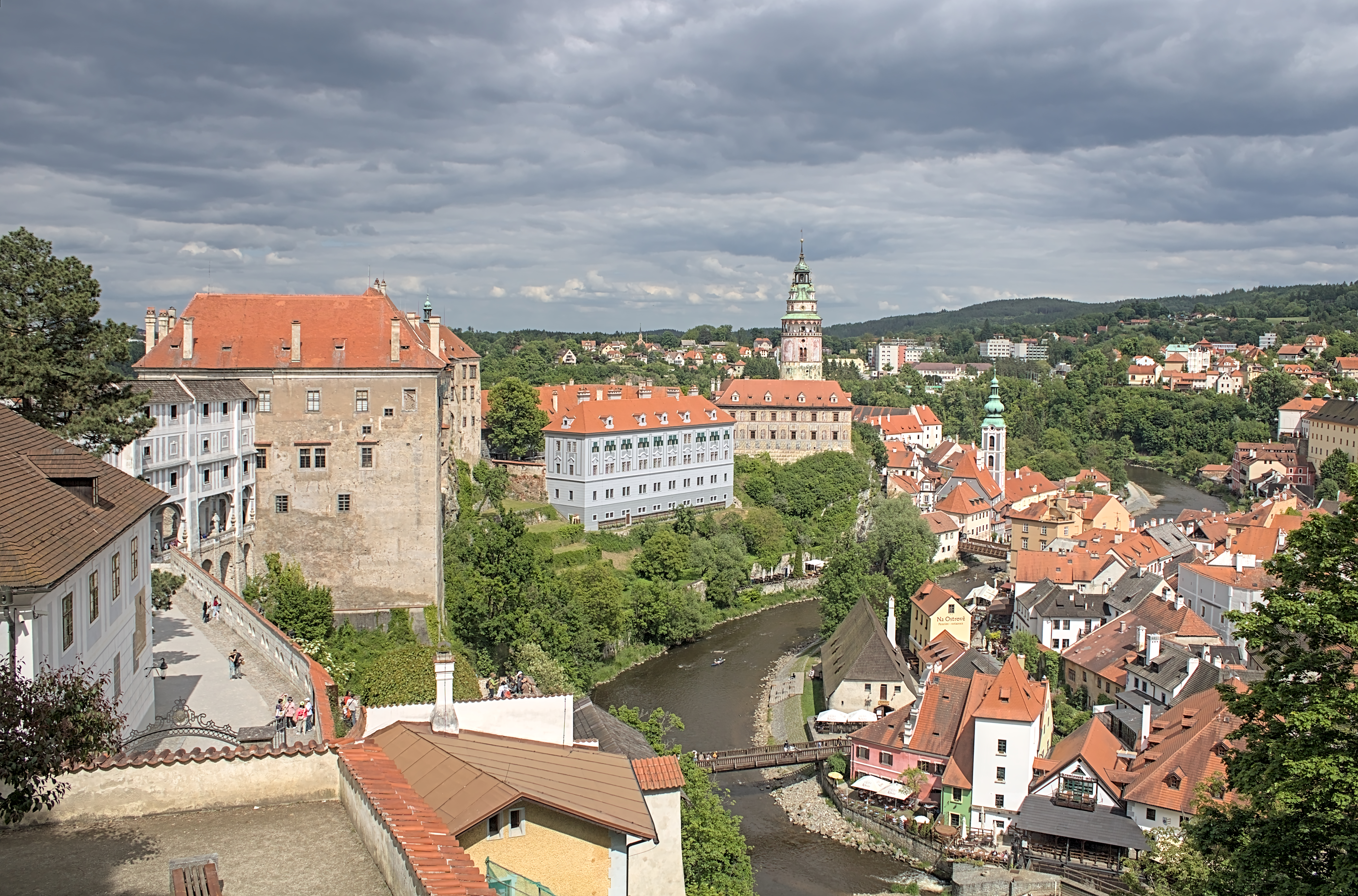
Die Moldau fließt durch die Stadt Český Krumlov

Beim Zusammenfluss von Warmer und Kalter Moldau am Moor Mrtvý luh südlich von Chlum (dt. Humwald), einem Ortsteil von Volary (Wallern), ist die erste deutlich größer. Wie schon die Warme Moldau oberhalb des Zusammenflusses, orientiert sich nun die Moldau nach Südosten. Einige Kilometer fließt der junge Fluss stark mäandrierend durch ein relativ flaches, waldreiches Tal, ehe er in dem 48 Kilometer langen Lipno-Stausee zum ersten Mal gestaut wird. Unterhalb des Sees besitzt das Tal einen anderen Charakter, es ist zumeist recht tief und weist schmale Auen und steile Hänge auf. Der Waldanteil bleibt weiterhin sehr hoch. Die Moldau passiert die Stadt Vyšší Brod (Hohenfurth) und ändert nach und nach ihre Laufrichtung nach Norden. Diese Himmelsrichtung wird sie für ihren gesamten weiteren Verlauf grob beibehalten. Weiter passiert der Fluss die Stadt Český Krumlov (Krumau) und fließt tief unter der Burg Dívčí Kámen (Maidstein) vorüber. In diesem Bereich ist das Tal sehr windungsreich. Vor der Stadt Budweis verlässt die Moldau den Böhmerwald.

### Von Budweis bis zur Mündung der Berounka

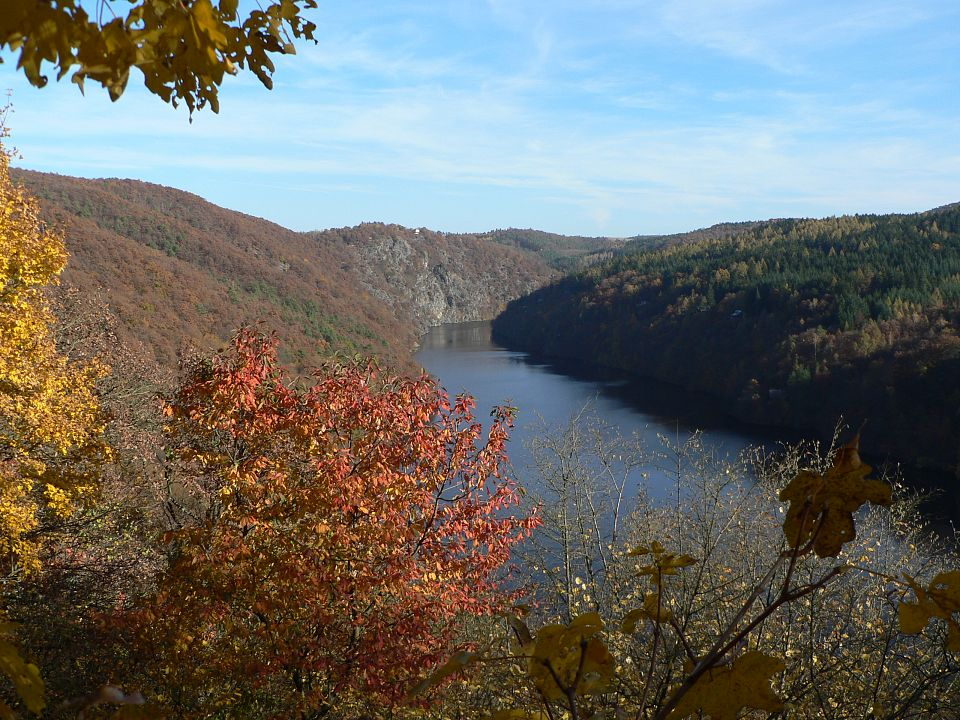
Die gestaute Moldau im Štěchovice-Stausee

Um Budweis, wo die Moldau das Wasser der Maltsch aufnimmt, weitet sich das Tal deutlich, zeigt sich aber weiter unterhalb von neuem recht eng, steil, windungsreich mit weiterhin meist hohen Waldanteilen. Unterhalb von Týn nad Vltavou (dt. Moldautein) mündet bei Neznašov von rechts die Lainsitz als erster ihrer vier größten Nebenflüsse. Bald darauf tritt die Moldau in den 68 Kilometer langen Staubereich der Orlík-Talsperre ein, ehe von links die Otava mündet, die ihre Ursprünge ebenfalls im Böhmerwald hat. Im Slapy-Stausee wird die Moldau erneut über dutzende Kilometer gestaut. Wenige Kilometer unterhalb der Staumauer befanden sich einst die berühmten und zugleich berüchtigten St.-Johann-Stromschnellen (Svatojánské proudy), denen Bedřich Smetana ein musikalisches Denkmal gesetzt hatte. Sie versanken mit dem Bau des Štěchovice-Staudammes. Im Staubereich eines weiteren Dammes liegt die Insel des Heiligen Kilian mit den Resten des Klosters Insula im Fluss. Unmittelbar danach fließt zunächst von rechts die Sázava als dritter unter den vier großen Nebenflüssen ein, ehe die Moldau in Prager Stadtgebiet eintritt. Dort nimmt sie die Berounka auf, ihren größten Nebenfluss.

### Unterlauf

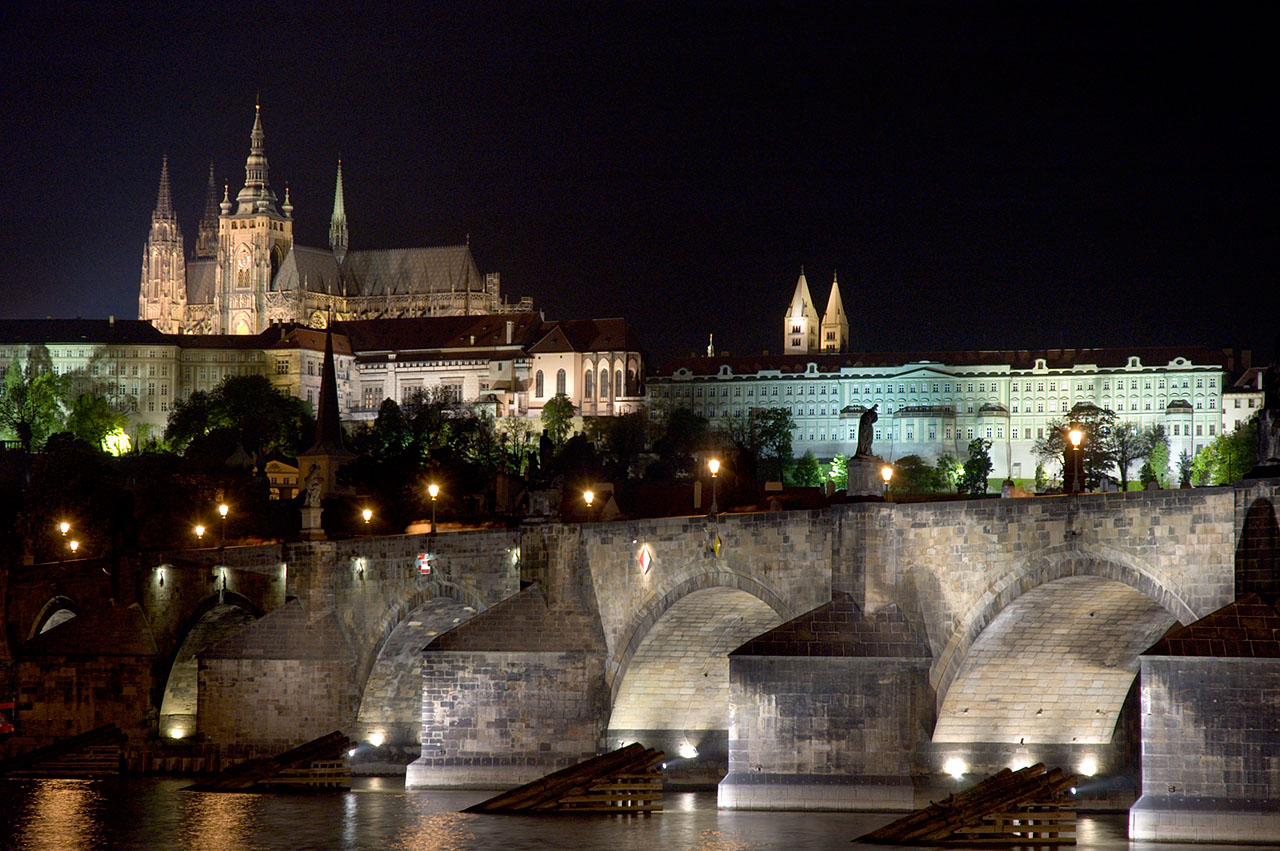
Karlsbrücke und Prager Burg über der Moldau

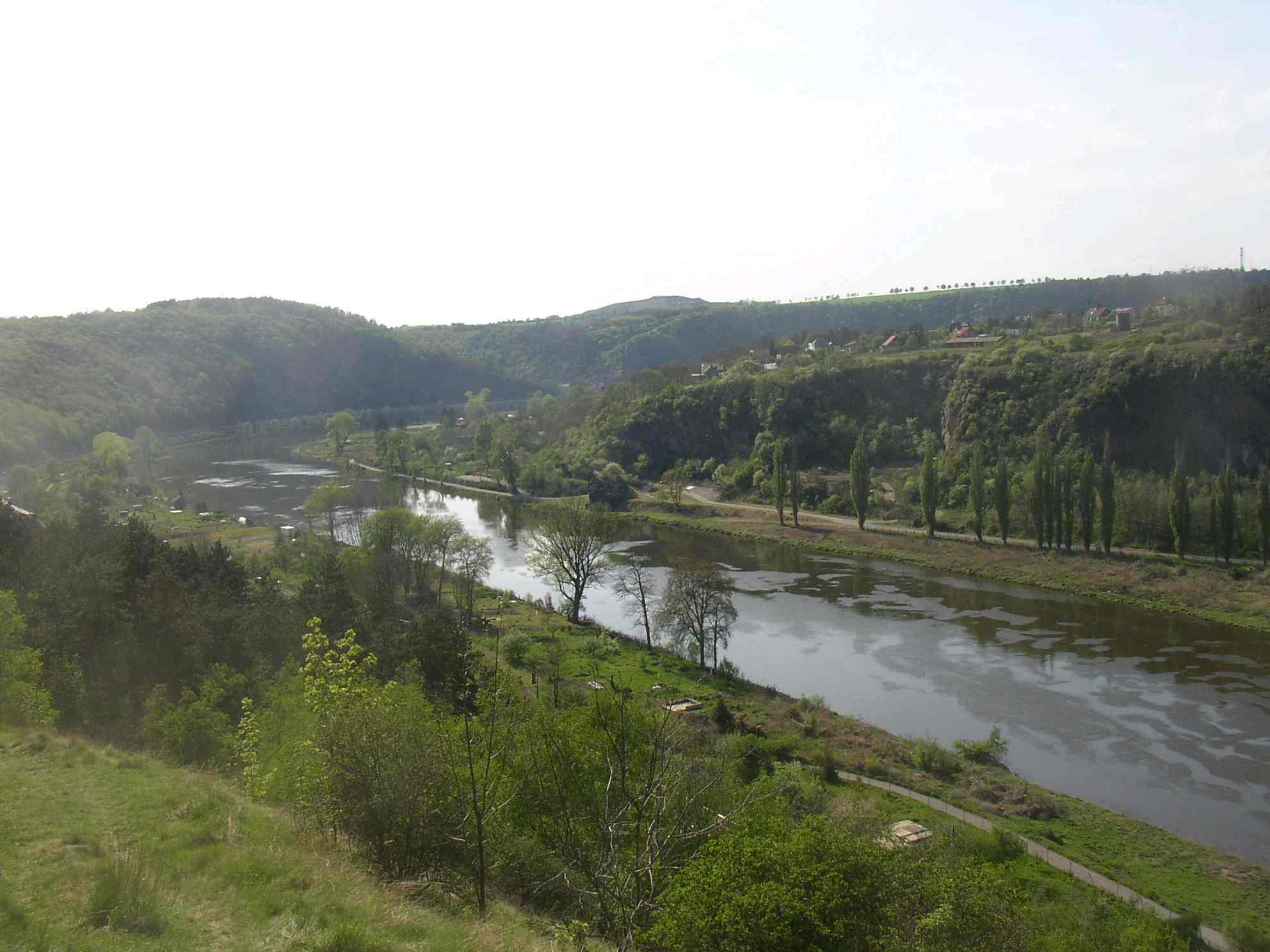
Die Moldau etwa zehn Kilometer nördlich von Prag

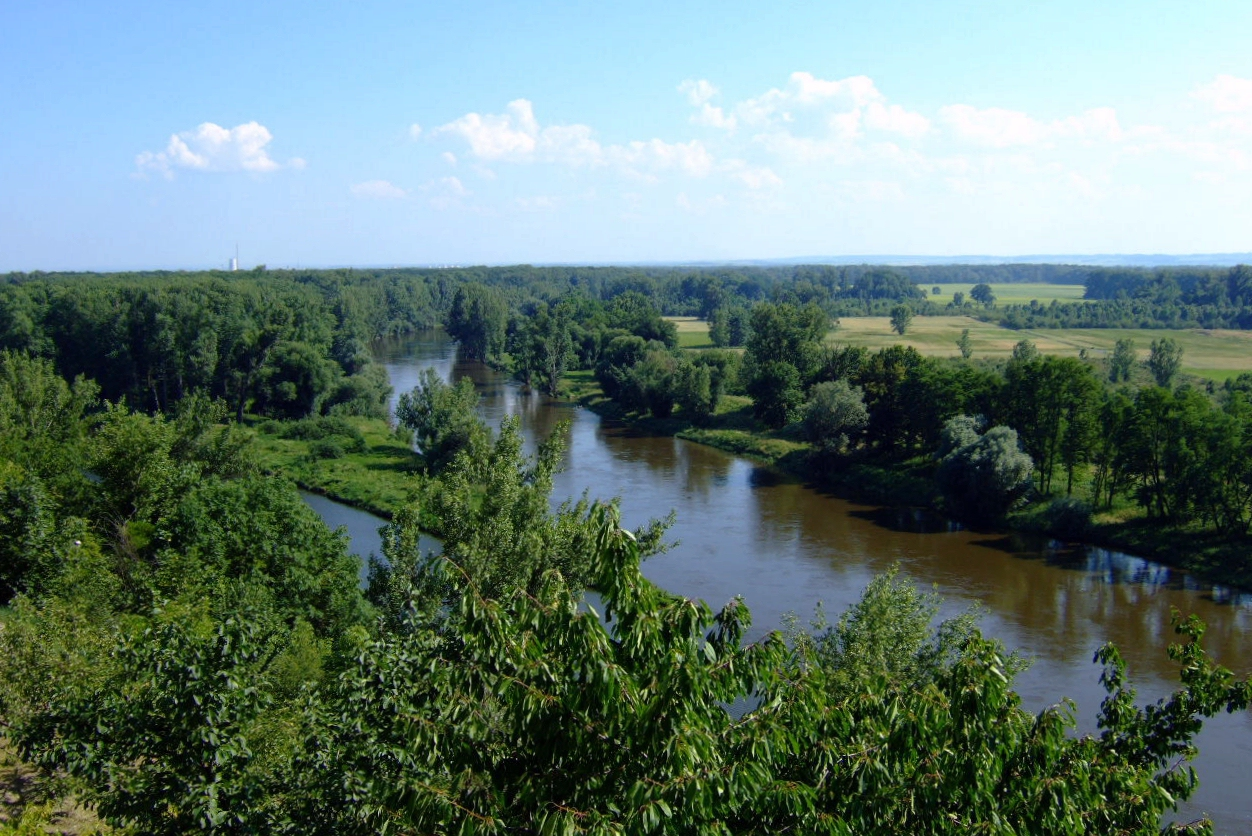
Mündung der Moldau in die Elbe

Die mittlerweile zu einem mächtigen Fluss angewachsene Moldau fließt nun durch die Prager Innenstadt, wo sie zusammen mit zahlreichen Sehenswürdigkeiten der Stadt herausragende Kulissen bietet. Noch bevor der Fluss die Stadt verlässt, zeigt sich sein Tal erneut relativ eng mit teilweise steilen Talwänden, ehe es sich vor der Stadt Kralupy nad Vltavou deutlich weitet. Bei Mělník schließlich mündet die Moldau in die von rechts kommende, wasserärmere und bis dahin kürzere Elbe. Diese erweckt insofern den Eindruck, Hauptfluss zu sein, als sie schon oberhalb der Mündung ein breiteres Tal hat und die Fließrichtung beibehält, während die Moldau an der Mündung eine deutliche Linkskurve macht.
Ein schiffbarer Kanal (der Schifffahrtskanal Vraňany–Hořín) zweigt einige Kilometer oberhalb der Mündung von der Moldau ab und mündet fast unmittelbar nach der Moldau in die Elbe.

## Nutzungen des Flusses
Bis auf Teilstücke im oberen Moldautal bei Horní Planá (dt. Oberplan) und um Budweis und Prag fließt sie durch ein meist schmales Tal. Früher herrschte dort rege Flößerei und Wassertouristik. Ab 1936, aber hauptsächlich zwischen den Jahren 1954 und 1962, entstanden mehrere Stauseen, wie zum Beispiel der Stausee Lipno und die Orlík-Talsperre, die mit einer Gesamtlänge von 190 Kilometer dem Fluss einen völlig anderen Charakter geben. Man bezeichnet diese Stauseen als Moldau-Kaskade. Die in den Wasserkraftwerken installierte Leistung von insgesamt 700 Megawatt wird überwiegend kurzfristig zur Deckung der Spitzenlast verwendet. Ab der vorletzten Staustufe rund 20 Kilometer oberhalb von Prag ist die Moldau schiffbar.
Entlang der Moldau führt der Moldau-Radweg, der in Mělník in den Elberadweg übergeht. Die Moldau im Gebiet von Český Krumlov ist auch ein Zentrum des in Tschechien sehr beliebten Kanusports, insbesondere des Kanuwanderns.

## Überflutungen

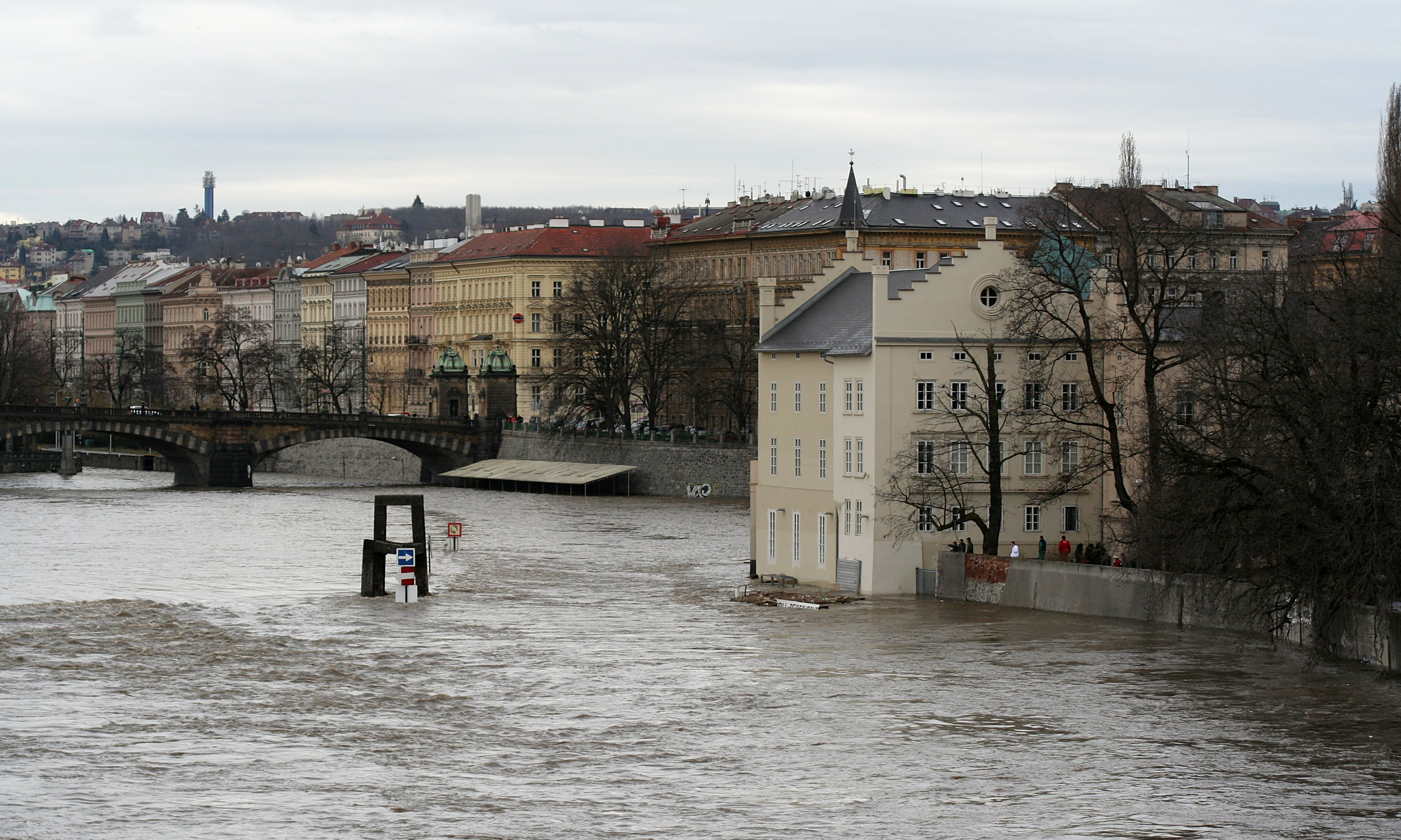
Hochwasser in Prag im Jahr 2006

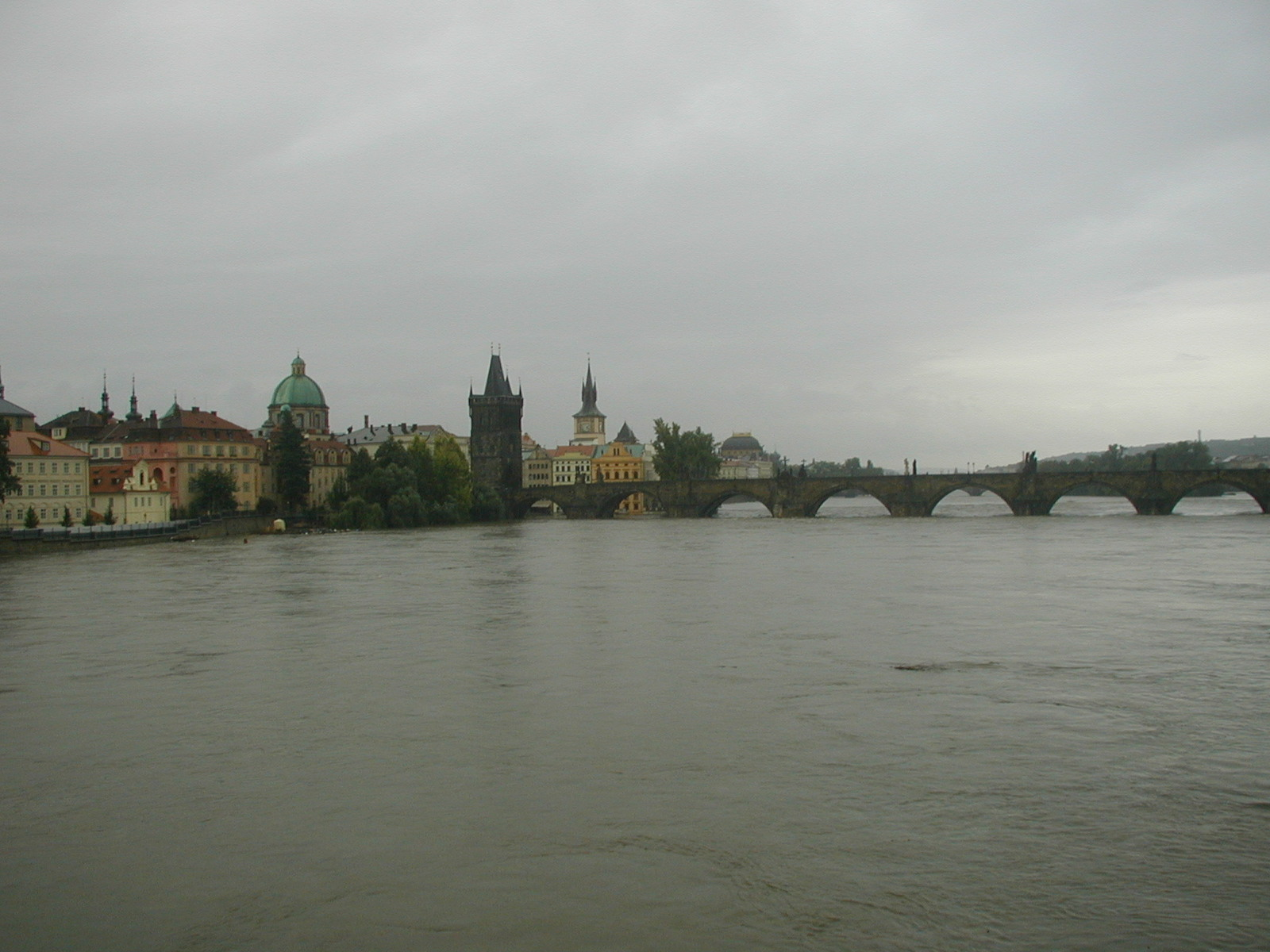
Die Karlsbrücke während der Flut 2002

Einer der Gründe für den Bau der zahlreichen großen Staudämme entlang der Moldau sind die verheerenden Schäden, die der Fluss bei seinen Überflutungen angerichtet hat und es trotz der Staustufen auch heute noch tut. Beispiellos ist bislang das Hochwasser der Moldau im Jahr 2002. Während der durchschnittliche Durchfluss in Prag ca. 150 m³/s beträgt, wurde der Durchfluss bei der Hochwasserspitze auf 5300 m³/s geschätzt. Durch das Hochwasser an Moldau, Elbe und ihren Nebenflüssen verloren in ganz Tschechien 17 Menschen ihr Leben, im Prager Zoo ertrank ein Elefant. Die Schäden werden auf 3,3 Milliarden Euro geschätzt (weitere Einzelheiten im Artikel Hochwasser in Mitteleuropa 2002).

## Musikalische Darstellung durch Bedřich Smetana
Der Lauf der Moldau bot die Vorlage für die gleichnamige (und bekannteste) romantische sinfonische Dichtung Die Moldau aus dem Zyklus Mein Vaterland (Má Vlast) von Bedřich Smetana. Smetana stellt unter anderem die beiden Quellen der Moldau dar, ihren Lauf durch die böhmische Landschaft, das tosende Wasser in den mittlerweile versunkenen St.-Johann-Stromschnellen, die breite untere Moldau, ihren Lauf am Vyšehrad vorbei durch Prag und ihre Mündung in die Elbe. Ebenso nimmt Smetana auf die den Fluss umgebende Kultur Bezug; so werden auch die Jagd und eine Bauernhochzeit dargestellt.

## Galerie

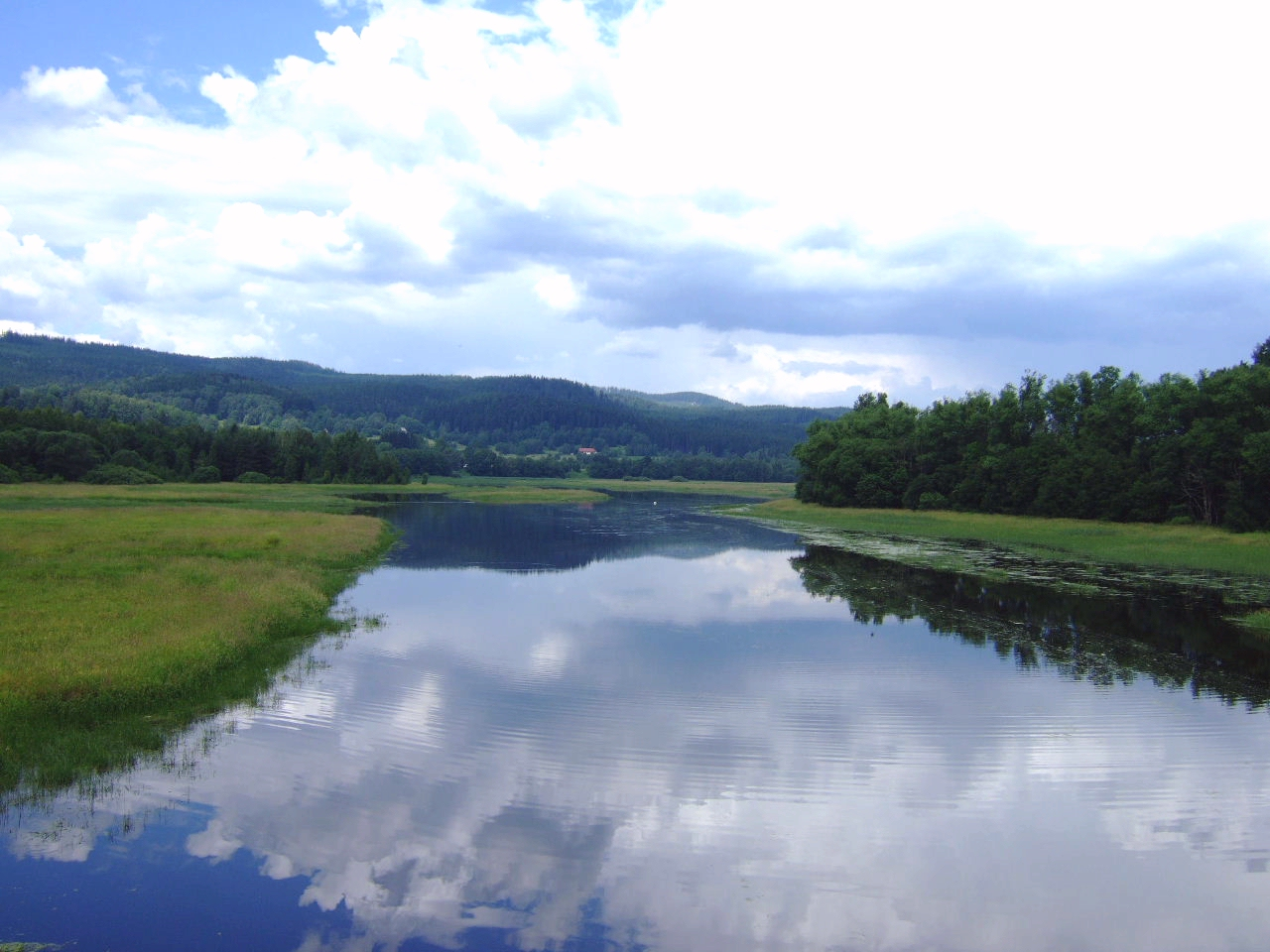
Mündung der Moldau in den Lipno-Stausee
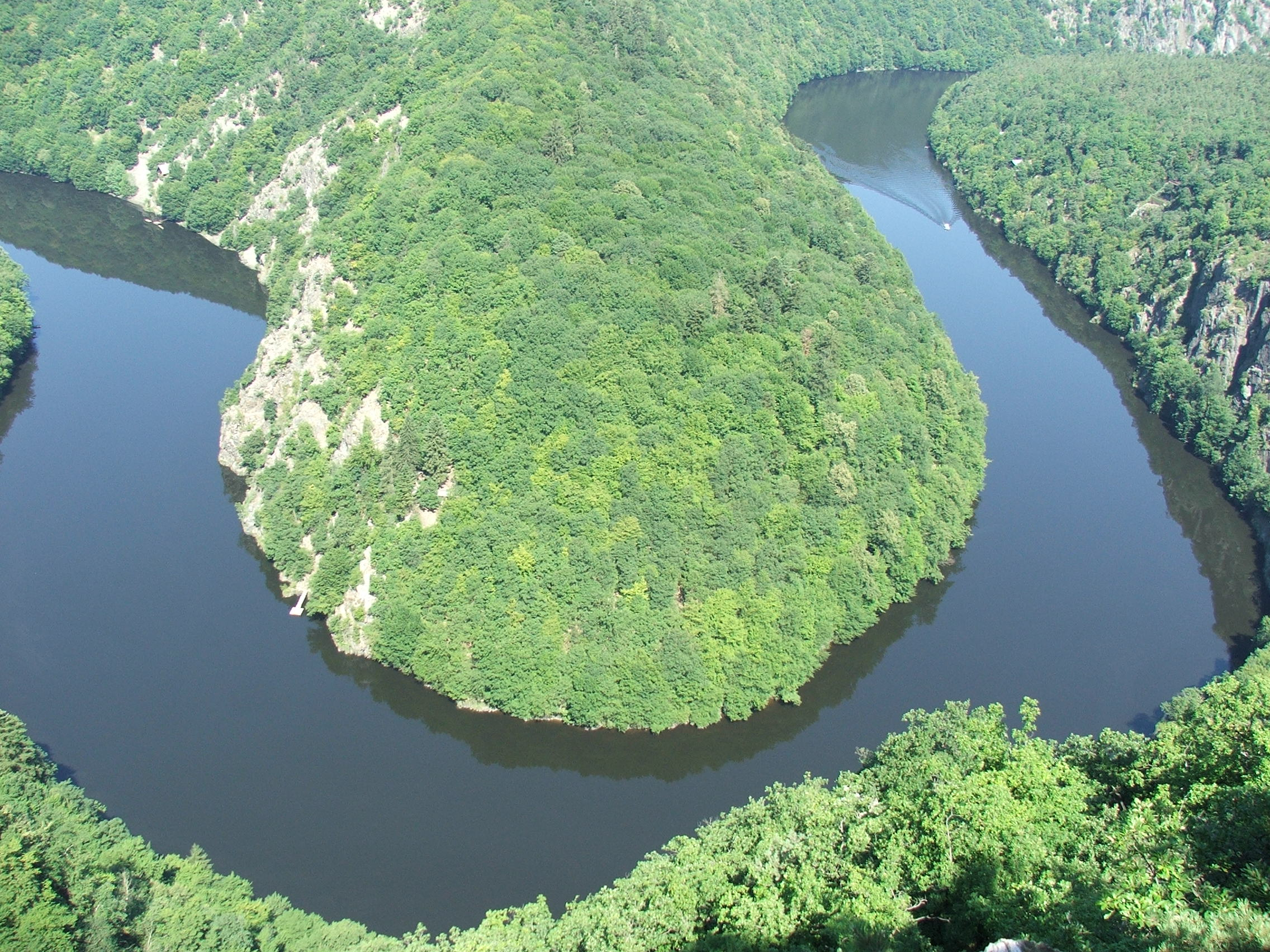
Vom Štěchovice-Damm gestaute Moldau
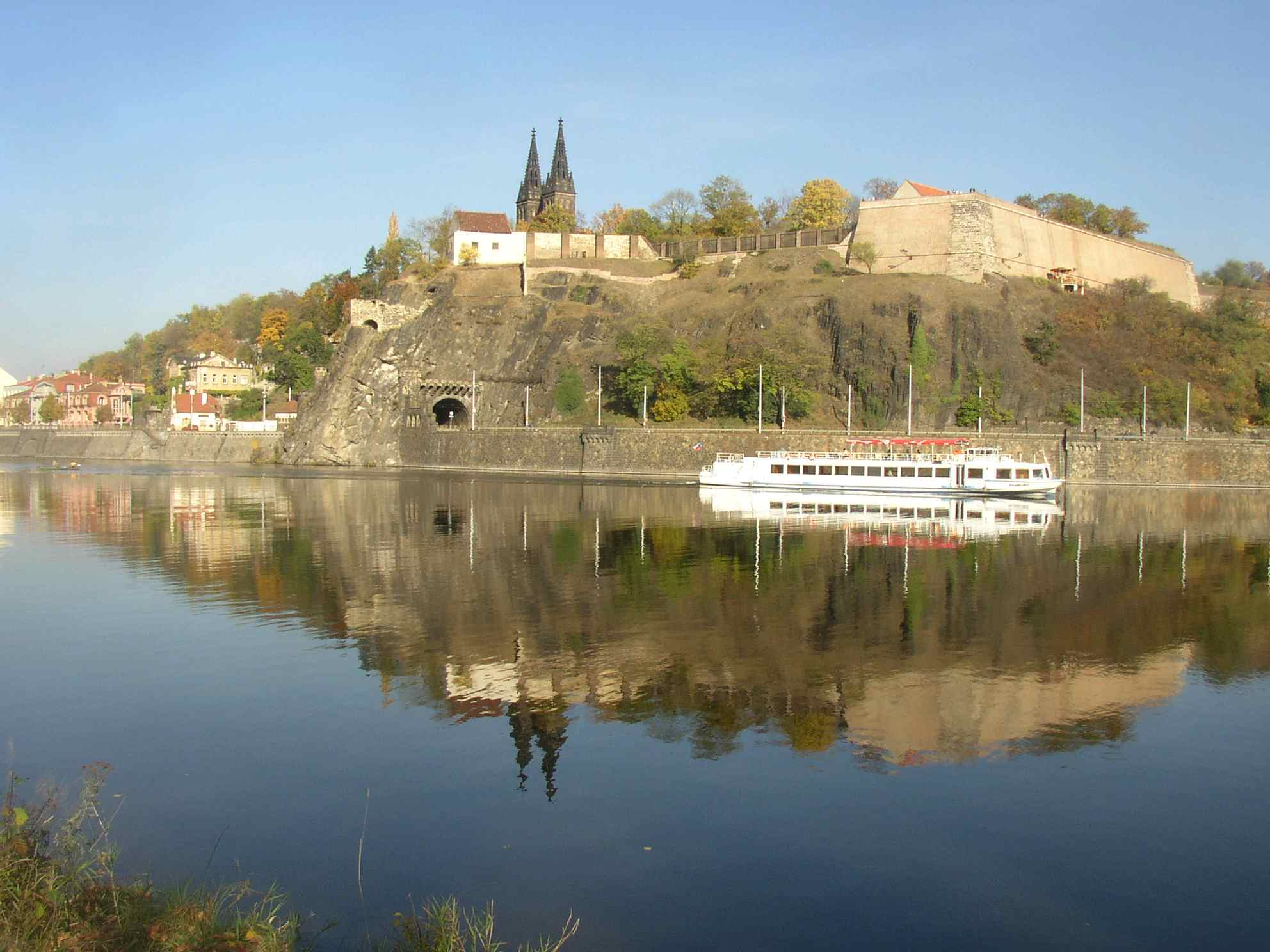
Moldau am Vyšehrad
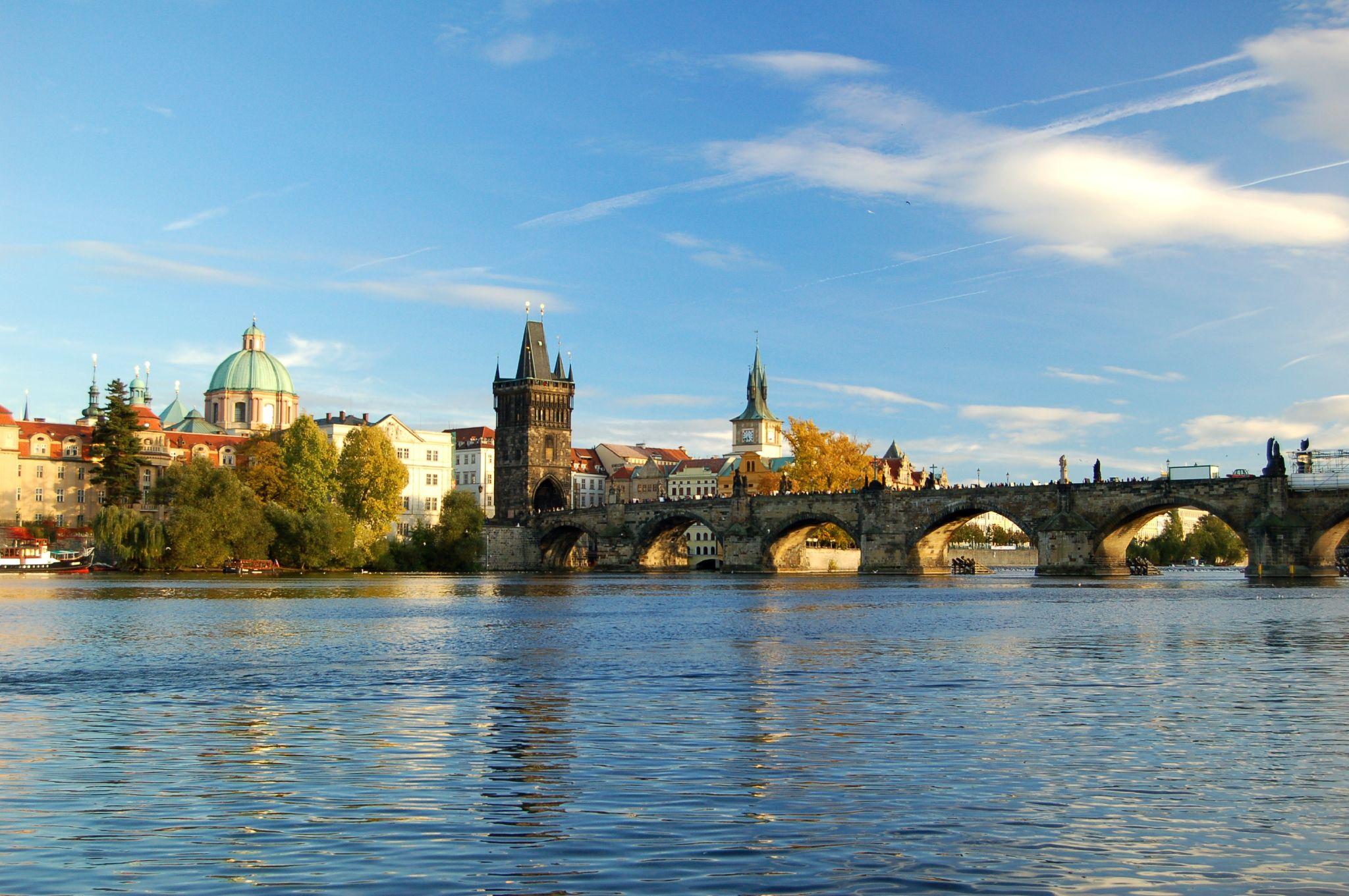
Moldau an der Karlsbrücke
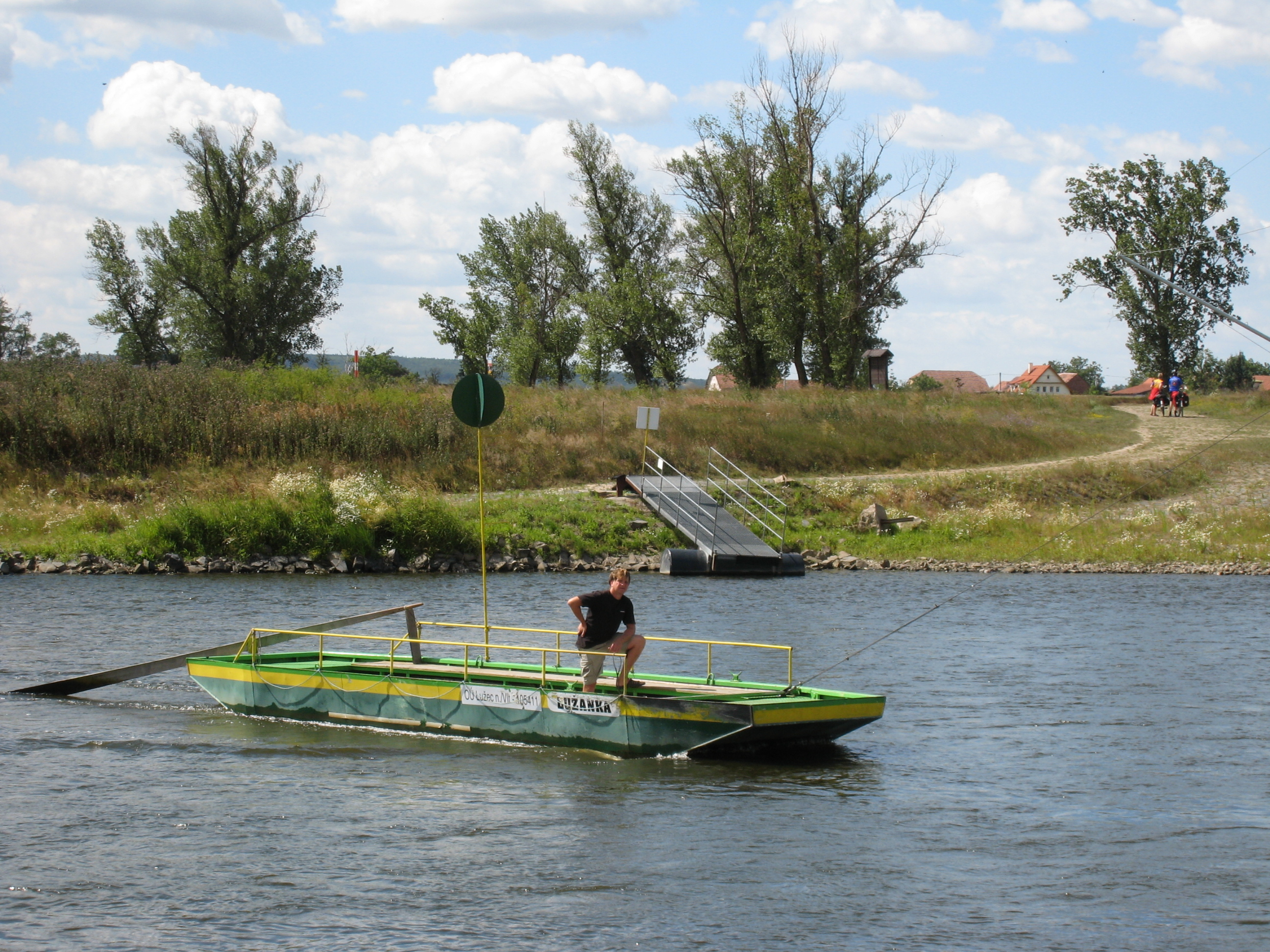
Fähre über die Moldau bei Mělník
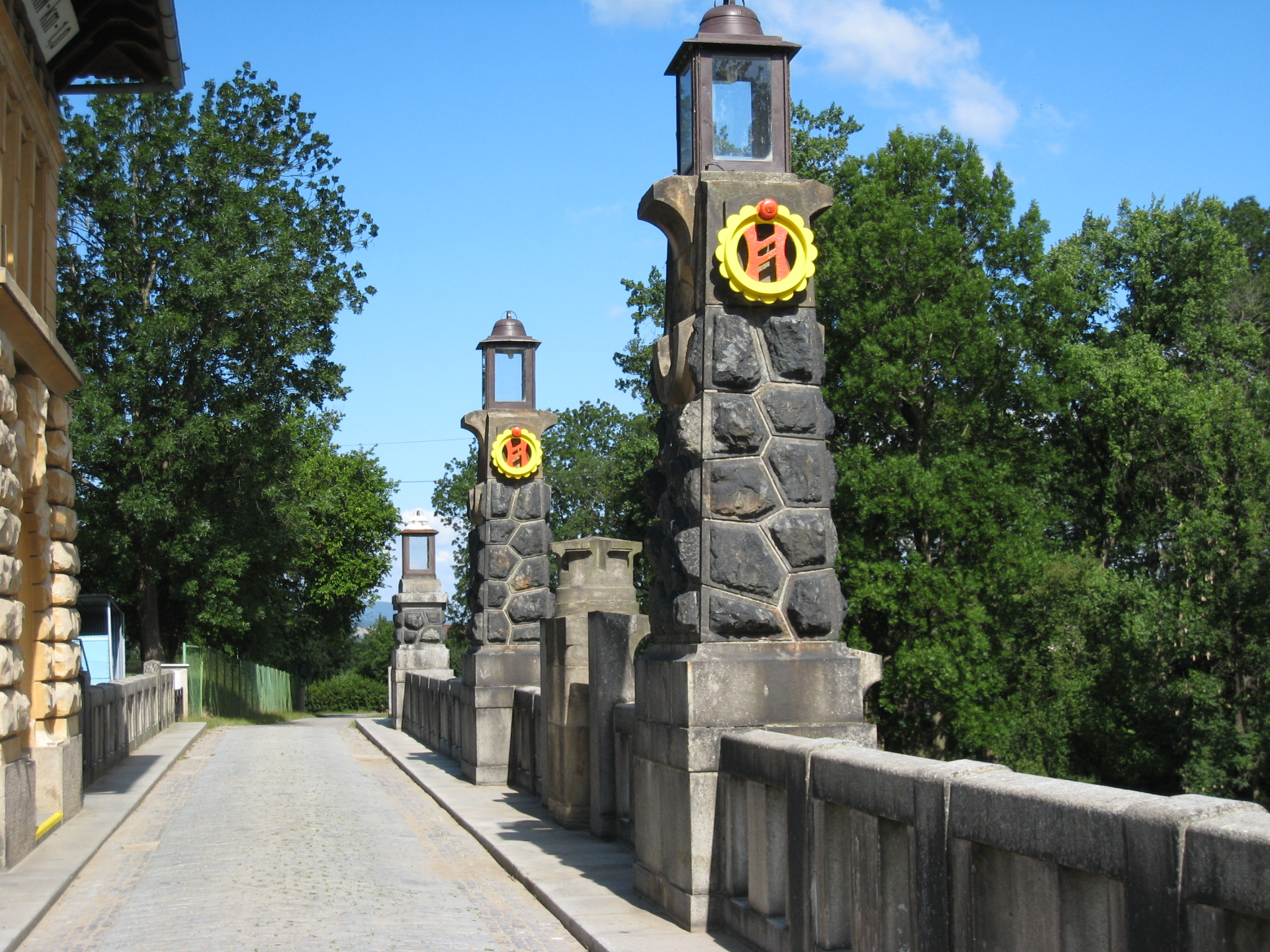
Schleuse am Moldaukanal
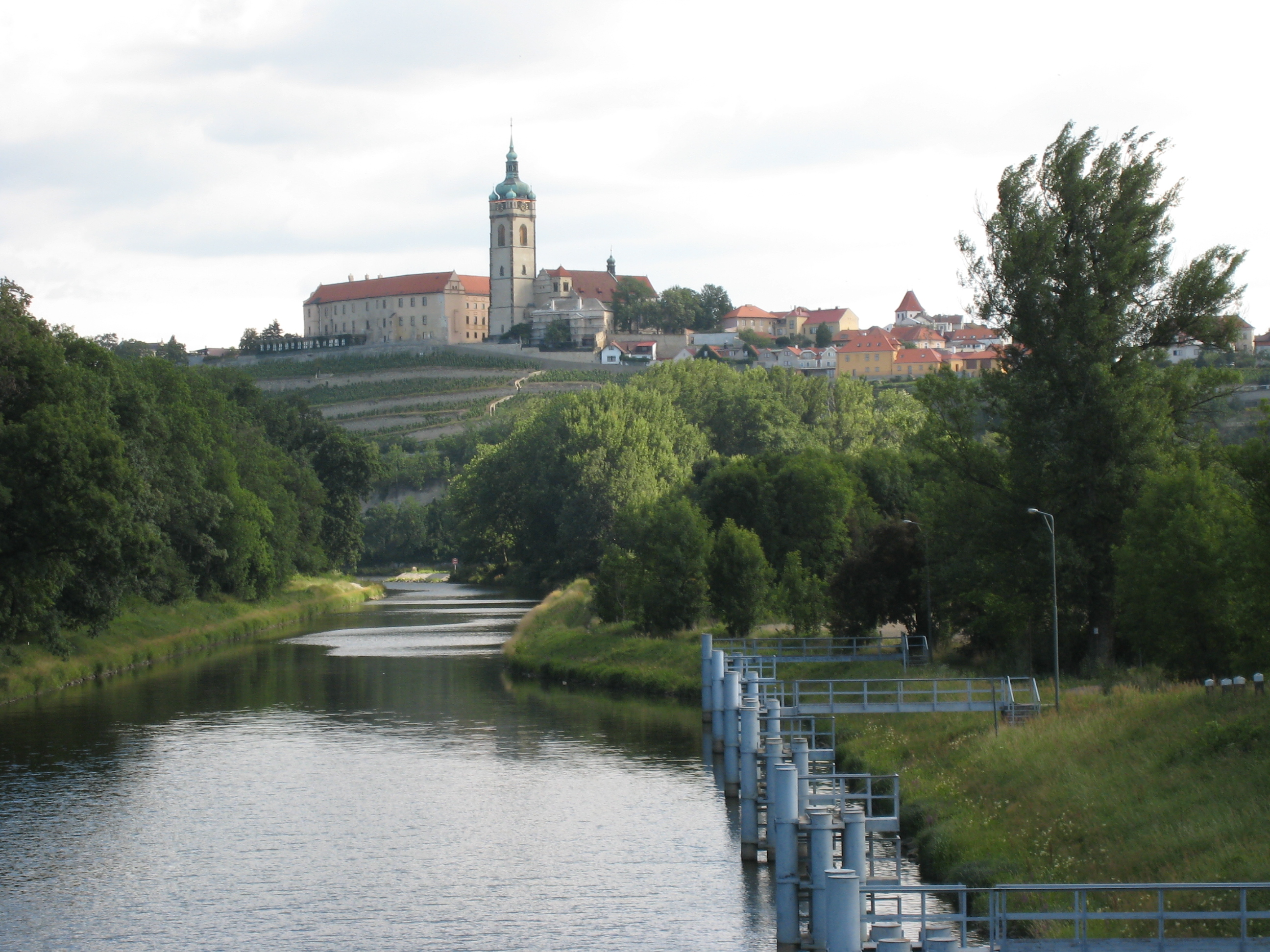
Der Moldaukanal Vraňany–Hořín bei Mělník

## Filme
- Angelika Sigl: Die Moldau – Der goldene Fluss. Deutschland, ZDF/arte, 2020, 52 Min. (Dokumentation); Die Moldau – Der goldene Fluss bei IMDb
- Ben Wolter: Die Schätze der Moldau Deutschland, MDR, 2020, 44 Min. (Dokumentation, Mediathek)